# شیرخشتی (سرده)

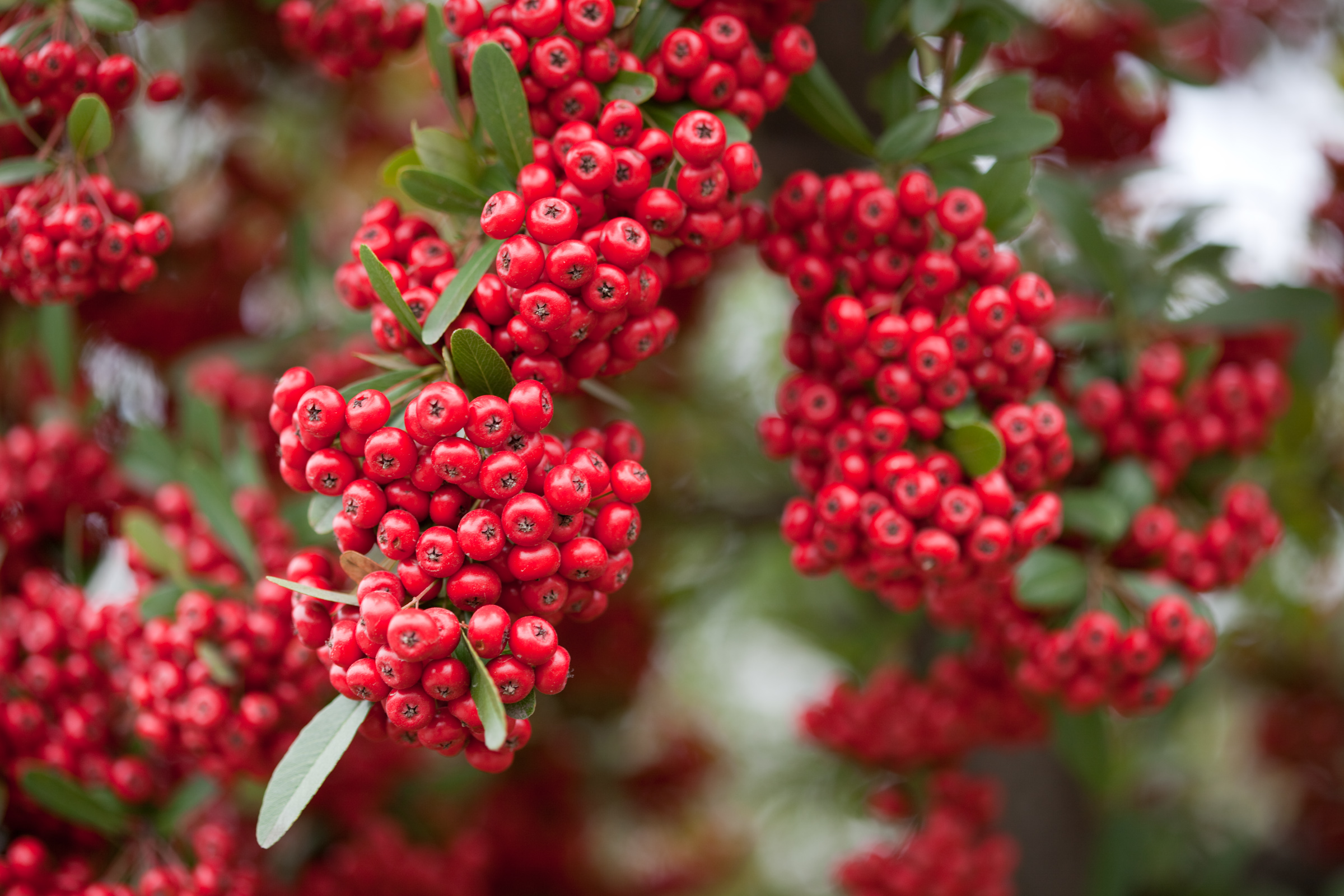
میوه‌های پیراکانتا

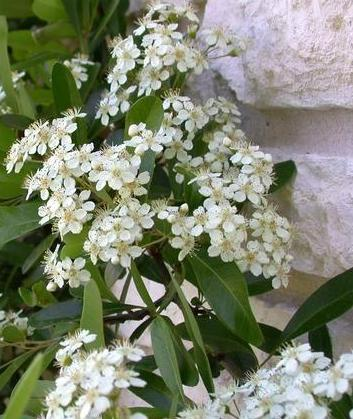
گل پیراکانتا

شیرخشتی (نام علمی: Pyracantha) درختچه ای بزرگ از ردهٔ خارهای همیشه سبز و از خانوادهٔ گل‌سرخیان می‌باشد. نام عامیانهٔ آن فایر سورن، شوک النار یا همان پیراکانتا می‌باشد. این درختچه‌های بومی از جنوب شرقی اروپا تا آسیای جنوب شرقی گسترش یافته‌اند. این درختچه‌ها شبیه و به نوعی مربوط به شیرخشت می‌باشند. این درختچه‌ها دارای برگهایی با حاشیهٔ دندانه دار و خارهای بسیار هستند. (کاتناستر بدون خار است) و تا ۶ متر قد می‌کشند. هفت گونهٔ این گیاه گل و توت‌هایی به رنگ قرمز و زرد و نارنجی می‌دهند، که بسیار شبیه به میوه هستند. این درختچه‌ها در طول بهار و در اوایل تابستان گل می‌دهند اما میوه‌شان در اواخر تابستان شروع به رشد می‌کند و در اواخر پاییز می‌رسند.

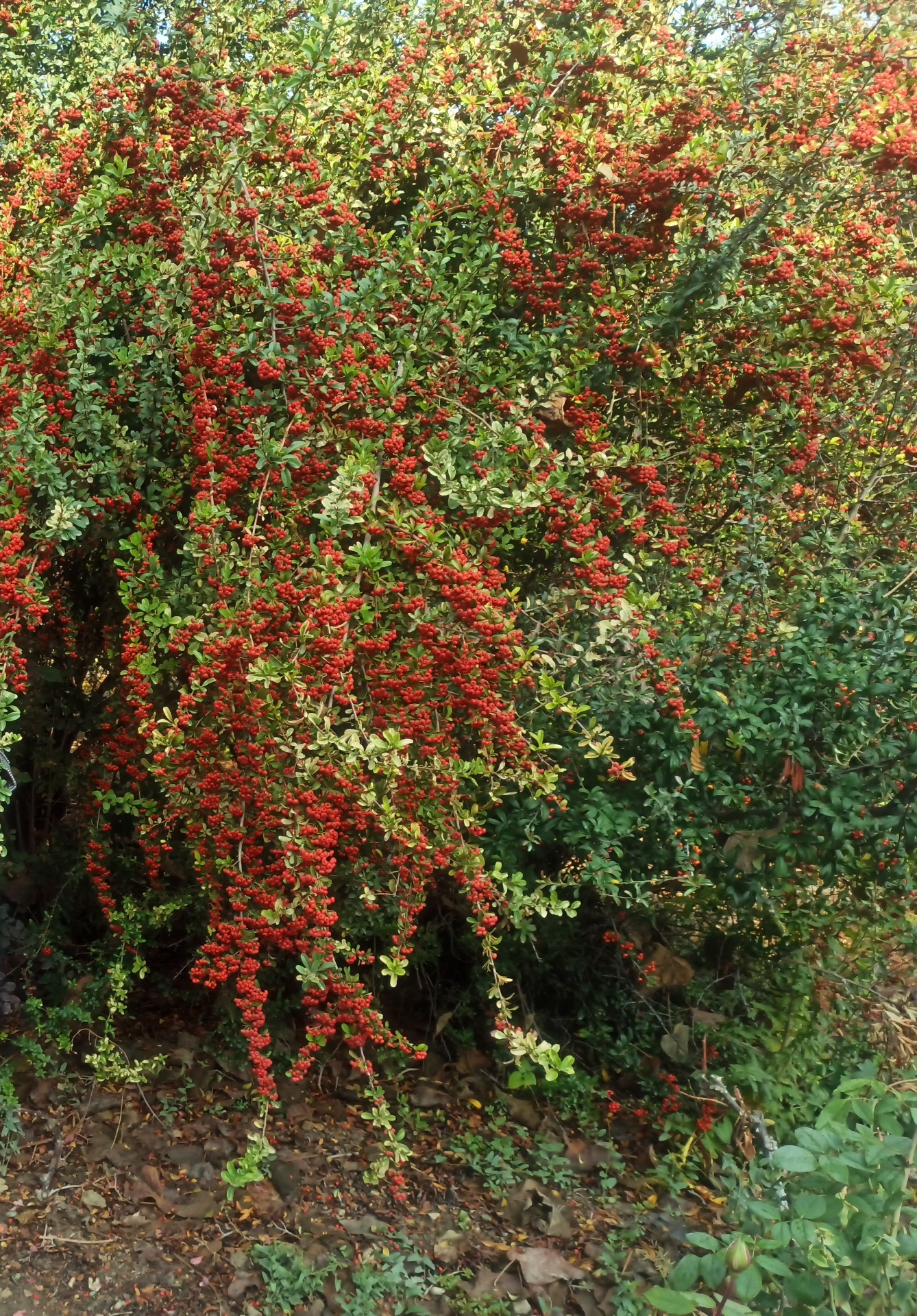
پیراکانتا